# Salpinga maranonensis
Salpinga maranonensis är en tvåhjärtbladig växtart som beskrevs av John Julius Wurdack. Salpinga maranonensis ingår i släktet Salpinga och familjen Melastomataceae. Inga underarter finns listade i Catalogue of Life.